# 查罗口岸
17°40′42″N 105°45′53″E / 17.67833°N 105.76472°E
口岸、查螺口岸，又译查罗口岸，是姥夏山口越南一侧的口岸，隶属于越南广平省明化县。与该口岸相接的是老挝甘蒙省的纳包口岸。